# 17093 Supanklang
17093 Supanklang este o planetă minoră (asteroid), cu un diametru de 4,487 km, din centura de asteroizi. A fost descoperită pe 10 mai 1999 la Experimental Test Site⁠(d) de Lincoln Near-Earth Asteroid Research. 
Obiectul prezintă o orbită caracterizată de o semiaxă mare de 2,5600258 UAi, o excentricitate de 0,0842249, o înclinație de 4,15879 ° în raport cu ecliptica.